# 유르바르카스구

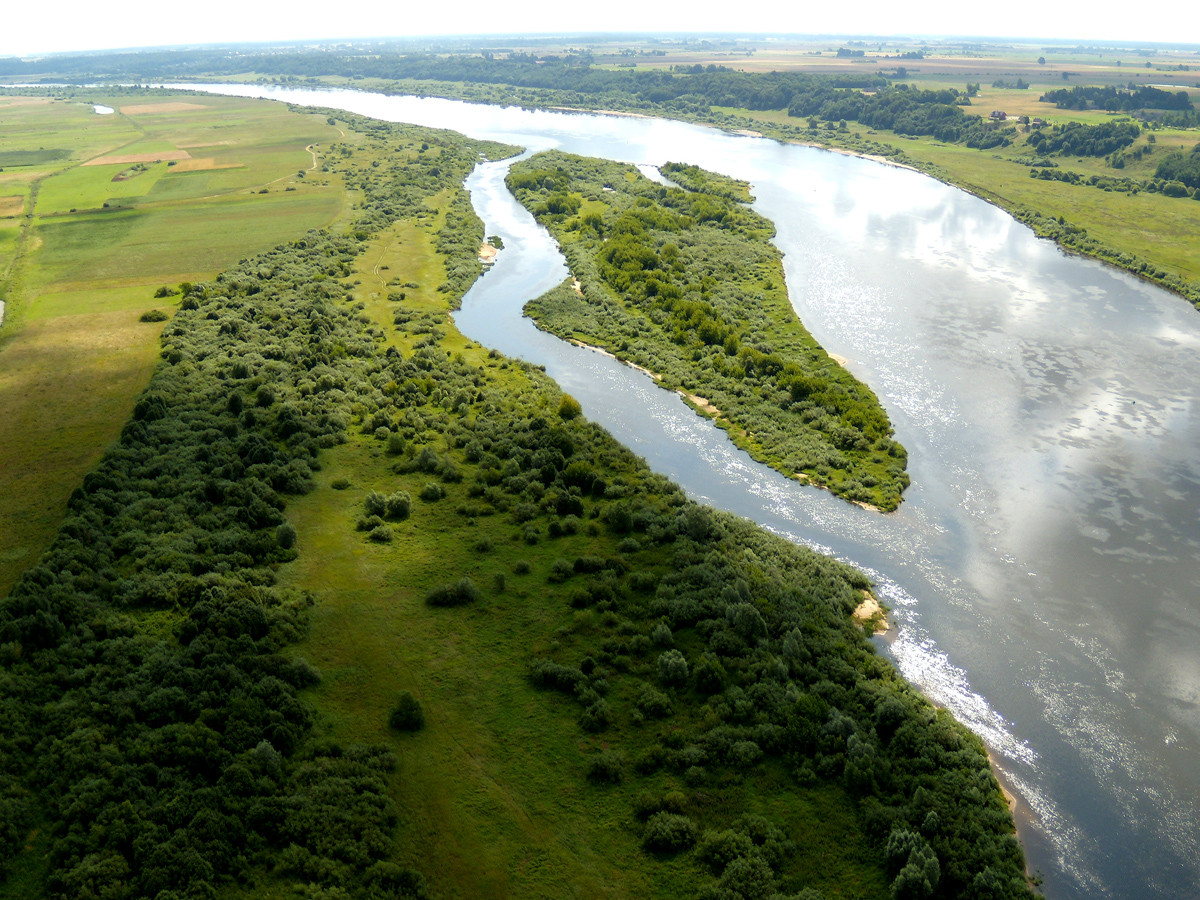
유르바르카스구 몰리네 근처를 흐르는 네만강

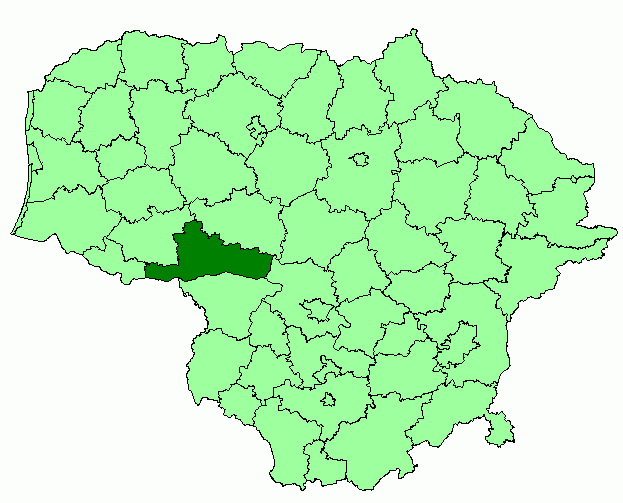
유르바르카스구의 위치

유르바르카스구(리투아니아어: Jurbarko rajono savivaldybė)는 리투아니아 타우라게주를 구성하는 4개 지방 자치체 가운데 하나로 행정 중심지는 유르바르카스이며 면적은 1,506km2, 인구는 28,162명(2015년 기준), 인구 밀도는 18.7명/km2이다. 네만강 우안에 위치하며 12개 장로구를 관할한다. 타우라게주 파게갸이시, 타우라게구, 카우나스주 라세이냐이구, 카우나스구, 마리얌폴레주 샤캬이구와 접하며 남서쪽으로는 러시아 칼리닌그라드주와 국경을 접한다.

지방 자치체 문장